# Каптурник
Капту́рник (Thlypopsis) — рід горобцеподібних птахів родини саякових (Thraupidae). Представники цього роду мешкають в Південній Америці.

## Види
Виділяють вісім видів:
- Каптурник рудоголовий (Thlypopsis fulviceps)
- Каптурник перуанський (Thlypopsis inornata)
- Каптурник золотоголовий (Thlypopsis sordida)
- Танагра вишневоголова (Thlypopsis pyrrhocoma)
- Каптурник жовтоволий (Thlypopsis ruficeps)
- Зеленяр світлобровий (Thlypopsis superciliaris)
- Каптурник рудогрудий (Thlypopsis ornata)
- Каптурник буробокий (Thlypopsis pectoralis)

За результатами молекулярно-генетичного дослідження, опублікованого у 2014 році, до роду Каптурник (Thlypopsis) була переведена вишеновоголова танагра, яку раніше відносили до монотипового роду Pyrrhocoma, а також світлобровий зеленяр, який раніше вважався типовим видом розформованого роду Зеленяр (Hemispingus).

## Етимологія
Наукова назва роду Thlypopsis походить від сполучення слів дав.-гр. θλυπις — пташка і οψις — вигляд.